# Fausto Fernández Díaz
Fausto Fernández Díaz (Alía, 12 de juny de 1956) és un professor d'educació secundària i polític espanyol. Va ser alcalde de Rivas-Vaciamadrid i diputat a l'Assemblea de Madrid.
Nascut a la localitat extremenya d'Alía (província de Càceres) el 12 de juny de 1956, fill de pagesos extremenys que van emigrar a Alemanya, on va romandre 15 anys, es va diplomar en magisteri, i va estar destinat professionalment a Càceres i Guipúscoa abans d'instal·lar-se a la província de Madrid, on va ser professor d'educació secundària. Afiliat al Partit Comunista d'Espanya (PCE) el 1975 i membre d'Esquerra Unida (IU) des dels seus inicis, va ser elegit regidor de l'Ajuntament de Rivas-Vaciamadrid el 1991; va ser investit alcalde del municipi el 1995.
Fernández, que va ser coordinador d'Esquerra Unida de la Comunitat de Madrid (IUCM) entre 2002 i 2005, va encapçalar llista d'IU a les eleccions a l'Assemblea de Madrid de maig i octubre de 2003.
Al setembre de 2014 va renunciar a la seva acta de regidor per retornar a la seva plaça de professor a l'IES Europa de Rivas.